# Jan Rubeš
Jan Ladislav Rubeš (* 6. Juni 1920 in Volyně, Tschechoslowakei; † 29. Juni 2009 in Toronto, Kanada) war ein tschechoslowakisch-kanadischer Opernsänger (Bass) und Schauspieler.

## Leben
Jan Rubeš gab sein Bühnendebüt 1940 in Prag als Basilio in Der Barbier von Sevilla und blieb der führende Bass-Sänger der Oper Prag bis zu seiner Emigration 1948. Im selben Jahr hatte er als Preisträger sein Heimatland erfolgreich beim Internationalen Musikfestival in Genf vertreten.
Im Jahr 1949 war er – damals Mitglied der Royal Conservatory Opera – Mitbegründer der Canadian Opera Company und gehörte ihr als Darsteller bis 1989 bei über 1000 Auftritten an. Von 1974 bis 1976 war er der Tourdirektor der COC. Rubeš sang Partien in sechs Sprachen und gehörte fest zum Ensemble der Opera Festival Company, aus der die COC entstand. Als Solosänger gab er Konzerte in  Kanada und New York, in Frankfurt und in Zentralamerika.
1953 war er neben Glenn Gould Teil der ersten CBC-Fernsehsendung überhaupt. Landesweit bekannt wurde er als Moderator der wöchentlichen Radiosendung The Songs of my People, die im selben Jahr erstmals gesendet und zehn Jahre  ausgestrahlt wurde. Von 1975 bis 1983 präsentierte er die Fernsehshow Guess What.
In den 1960er Jahren begann Rubeš mit Auftritten als Schauspieler in Fernsehserien, die er in den folgenden Jahrzehnten immer mehr in den Mittelpunkt seiner Arbeit stellte. Insgesamt wirkte er in mehr als 40 Produktionen, darunter auch Kinofilmen, mit. 1995 trat er erstmals am Broadway auf.
Außerdem lehrte Rubeš an Universitäten. Er war mit Susan Douglas verheiratet, mit der er drei Söhne hatte.

## Auszeichnungen
- 1967: Canadian Centennial-Medaille
- 1978: Queen Elizabeth II Silver Jubilee Medal
- 1989: Nominierung bei den 10th Genie Awards als Bester Schauspieler
- 1990: Gewinner des Earle Grey Awards für sein Lebenswerk
- 1995: Ernennung zum Mitglied des Order of Canada

## Repertoire (Auswahl)
- Mephisto im Faust
- Blaubart in Blaubarts Schloss
- Boris in Boris Godunov
- Daland in Der Fliegende Holländer
- Figaro und Bartolo in Die Hochzeit des Figaro.

## Filmografie (Auswahl)
- 1976: 1993 – Welt im Chaos (Deadly Harvest)
- 1985: Nachtstreife (Night Heat, Fernsehserie, 1 Folge)
- 1985: Der einzige Zeuge (Witness)
- 1985: Wenn Träume wahr wären (One Magic Christmas)
- 1987: Dead of Winter
- 1989: Heidi auf der Flucht (Courage mountain)
- 1990–93: Maniac Mansion (Fernsehserie)
- 1991: Das Gesetz der Macht (Class action)
- 1991: Getäuscht (Deceived)
- 1992: Der lange Weg des Lukas B. (Fernsehserie)
- 1994: Mighty Ducks II – Das Superteam kehrt zurück (D2: The mighty ducks)
- 1994: Die Vögel II – Die Rückkehr (The Birds II: Land’s End)
- 1998: Liebe auf den ersten Schrei (Music from another room)
- 1998: White Raven – Diamant des Todes (The white raven)
- 2001: Stargate SG-1 (S3E21) Der Kristallschädel (The Crystal Skull)